# Kanton Les Herbiers
Les Herbiers is een kanton van het departement Vendée in Frankrijk. Het kanton maakt deel uit van het arrondissement La Roche-sur-Yon.

## Gemeenten
Het kanton Les Herbiers omvatte tot 2014 de volgende 8 gemeenten:
- Beaurepaire
- Les Epesses
- Les Herbiers (hoofdplaats)
- Mesnard-la-Barotière
- Mouchamps
- Saint-Mars-la-Réorthe
- Saint-Paul-en-Pareds
- Vendrennes

Na de herindeling van de kantons bij decreet van 17 februari 2014, met uitwerking op 22 maart 2015, omvatte het kanton 17 gemeenten.
Op 1 januari 2016 werden de gemeenten Les Châtelliers-Châteaumur, La Flocellière, La Pommeraie-sur-Sèvre en Saint-Michel-Mont-Mercure samengevoegd tot de fusiegemeente (commune nouvelle) Sèvremont.
Sindsdien omvat het kanton volgende 14 gemeenten :
- Chavagnes-les-Redoux
- Les Epesses
- Les Herbiers
- La Meilleraie-Tillay
- Monsireigne
- Montournais
- Mouchamps
- Pouzauges
- Réaumur
- Saint-Mars-la-Réorthe
- Saint-Mesmin
- Saint-Paul-en-Pareds
- Sèvremont
- Tallud-Sainte-Gemme